# Kosmogonia

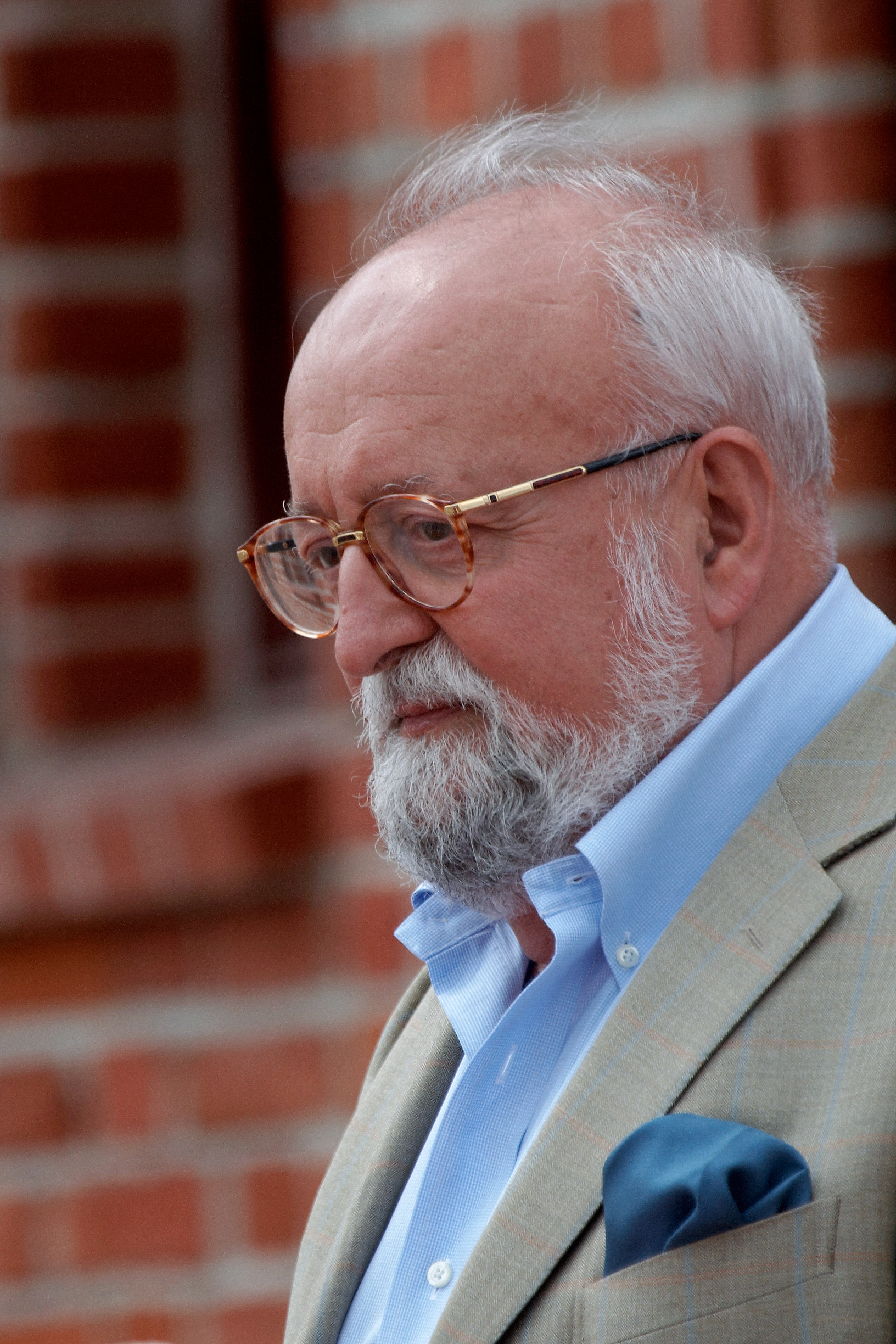
"Kosmogionia"được sáng tác bởi Krzysztof Penderecki.

Kosmogonia là một tác phẩm âm nhạc của Krzysztof Penderecki. Nó"khám phá một tấm thảm âm thanh phức tạp".
Kosmogonia (có nguồn gốc từ vũ trụ) đã được ủy nhiệm và biểu diễn trong lễ kỷ niệm hai mươi lăm năm Liên Hợp Quốc. Sau đó, nó đã được biểu diễn (vào ngày 24 tháng 10 năm 1970) tại Trụ sở Liên Hợp Quốc ở New York với Zubin Mehta dẫn đầu các nghệ sĩ độc tấu, dàn hợp xướng của Đại học Rutgers và Dàn nhạc Philharmonic Los Angeles. Penderecki sáng tác tác phẩm theo phong cách tiên phong của mình. Tác phẩm được viết cho một đội hình rộng lớn, cả trong dàn hợp xướng và trong dàn nhạc:
- nghệ sĩ độc tấu: soprano, tenor và bass
- hợp xướng hỗn hợp: sopranos, alten, tenors, baritone s
- 4 sáo và, trong đó có 2 piccolo, 4 oboes, 3 clarinet ten, 1 clarinet bass, 3 bassoon ten, một contra bassoon, 2 alto saxophone s, 1 baritone saxophone
- 6 horn, 4 kèn mười, 4 kèn trombone, 2 tubas
- 4 bộ gõ nam / nữ, guitar bass, đàn hạc, celesta, hòa âm, piano, organ
- 24 violin, 10 violas, 10 cellos và 8 sen bass đôi

Tác phẩm đã được đưa lên LP gần như ngay lập tức sau buổi ra mắt bởi Dàn nhạc Giao hưởng Đài phát thanh Quốc gia Ba Lan với dàn hợp xướng do Andrzej Markowski thực hiện. Điều đó không thể ngăn nó nhanh chóng biến mất trong ngăn kéo. Vào năm 2012, một bản ghi âm mới của tác phẩm không thường xuyên này chỉ được xuất bản trong bản hồi cứu liên tục của nhà soạn nhạc được cung cấp bởi hãng thu âm Naxos.